# Ploidi
Ploidi er antallet af kromosompar i biologiske celler.
Med undtagelse af kønscellerne er menneskets celler diploide, hvilket betyder, at der er to eksemplarer at hvert kromosom, de såkaldte kromosompar.
- Haploide celler har 1 af hvert kromosom.
- Diploide celler har 2 af hvert kromosom.
- Triploide celler har 3 af hvert kromosom.
- Tetraploide celler har 4 af hvert kromosom.
- Pentaploide celler har 5 af hvert kromosom.

Eukaryote organismer skifter ofte mellem haploide og diploide generationer. Den ene generation kan være meget lille, evt. encellet, som det er tilfældet med dyrs kønsceller og med højere planters pollen. For nogle planter kan den haploide generation være stor eller ligefrem den største. Dette er tilfældet med f.eks. mosser. Når der dannes kønsceller, sker der en reduktionsdeling (meiose), hvorved antallet af kromosomer halveres